# Chrapowo
Chrapowo (do 1945 niem. Hohengrape) – wieś sołecka w Polsce położona w województwie zachodniopomorskim, w powiecie choszczeńskim, w gminie Pełczyce. W latach 1975–1998 miejscowość administracyjnie należała do województwa gorzowskiego.
W 2007 wieś liczyła 304 mieszkańców. Leży ok. 3,5 km na zachód od Pełczyc i jest najbardziej na zachód położoną miejscowością zarówno gminy jak i powiatu.

## Historia
Wieś o średniowiecznej metryce. Pierwsza wzmianka pochodzi z 1320 i mówi o wsi Grapow – lenno rodu von Witte (Albus). Kolejnymi właścicielami wsi byli von Parrisowie, Billerbeckowie, od 1564 także von Ewaldowie. W latach 1718–1719 klasyfikacja gruntów podaje aż siedmiu właścicieli. Od 1840 należało do Friedricha Kuhna i liczyło 750 ha. Folwark w Chrapowie powstał przypuszczalnie na początku XIX wieku. W latach 50. XIX wieku powstał dwór i założenie parkowe. W 1919 wieś liczyła 320 mieszkańców. Od 1929 do końca II wojny światowej właścicielem majątku był Heinrich von Beyme. Największe gospodarstwa chłopskie liczyły wtedy po 23 ha. W 1929 we wsi założono straż pożarną. Po wojnie majątek został upaństwowiony. W dworze, do lat 70. XX wieku, działała szkoła podstawowa, później obiekt rozebrano.

## Zabytki
Do wojewódzkiego rejestru zabytków wpisany jest:
- kościół pw. Świętej Rodziny z końca XIII wieku i drugiej połowy XIX w.; kościół filialny, rzymskokatolicki należący do parafii Matki Bożej Królowej Polski w Przelewicach dekanatu Barlinek, archidiecezji szczecińsko-kamieńskiej, metropolii szczecińsko-kamieńskiej[7].
- park dworski, ob. gminny, XIX, pocz. XX, pozostałość po dworze.

## Edukacja
W Chrapowie znajduje się Szkoła Podstawowa im. I Dywizji Tadeusza Kościuszki.